# T-helpercel

De aanwezigheid van antigeen stimuleert de omzetting van T-cellen naar "cytotoxische" CD8+ T-cellen of "helper" CD4+ T-cellen

T-helpercellen (kortweg Th) of CD4+ cellen zijn een vorm van witte bloedcellen die een belangrijke rol spelen in het immuunsysteem.  T-helpercellen geven verschillende soorten cytokinen af die andere witte bloedcellen reguleren. Bepaalde cytokinen stimuleren bijvoorbeeld de werking van cytotoxische T-cellen. Onder invloed van cytokinen ontwikkelen ook specifieke B-lymfocyten zich tot antilichaamproducerende plasmacellen.
Er zijn twee soorten T-helpercellen:
- Th1-cellen scheiden onder andere de immunomodulatoren IL-2, IFN-gamma en TNF-beta uit. Deze zijn betrokken bij de vertraagde overgevoeligheid, de activatie van macrofagen en synthese van IgG2-antilichamen. Th1-cellen spelen een belangrijke rol bij het activeren van macrofagen en de productie van B-geheugencellen.

- Th2-cellen scheiden de immunomodulatoren IL-4, IL-5 en IL-13 uit. De Th2-cellen zijn direct verantwoordelijk voor het differentiëren van naïeve B-cellen in plasmacellen die antilichamen uitscheiden, waaronder IgE. Een teveel aan vrijkomend IgE maakt deel uit van een allergische reactie.

De immuunrespons door Th1-cellen wordt celgemedieerde immuniteit genoemd, terwijl die volgens Th2 humorale immuniteit wordt genoemd
De T-helpercel 1 (Th1) is vooral aanwezig bij een infectie, de T-helpercel 2 (Th2) vooral bij een allergie. Bij allergie ziet men in de verhouding Th1 en Th-2 een duidelijke verschuiving naar Th2. Bij immunotherapie (desensibilisatie) is er een daling van Th2-cellen en een stijging van Th1-cellen (die IgG-productie stimuleren).

## Werking activatie
Op de T-helpercellen komen oppervlakte-receptoren voor. Zo zijn er bij alle T-cellen CD3-moleculen aanwezig. Typisch voor T-helpercellen zijn echter de CD4-moleculen. CD4 komt voor op ongeveer 60% van de mature T-cellen. Deze worden ook CD4+ T-helpercellen genoemd.
De TCR (T-Cel-Receptor) van de T-cel kan binden aan een klasse 2-molecule (MHC-II of HLA-II), die een antigeen presenteert. Deze klasse 2-molecule bevindt zich op een antigeen-presenterende cel, bijvoorbeeld een dendritische cel, of een granulocyt. Deze MHC-II-moleculen kunnen wel gestimuleerd worden tot expressie op bijvoorbeeld endotheelcellen en fibroblasten door interferon-gamma.
Voor de activatie van de T-cel moet er nog een secundair signaal zijn. Dit signaal bestaat uit het binden van CD40 op de antigeen presenterende cel (APC) met CD154(CD40L) op de T-cel. Hierdoor wordt het B7-eiwit aangemaakt op de antigeen presenterende cel. Dat eiwit gaat op zijn beurt weer binden op het CD28-eiwit op de T-cel. Bij afwezigheid van een van deze signalen gaat de T-cel in apoptose of wordt ze niet geactiveerd.

## Rol bij ziekte
- Het HIV-virus vernietigt specifiek CD4+ cellen, zodat het immuunsysteem niet langer in staat is om virussen en bacteriën onschadelijk te maken.
- CD4+ T-cellen spelen ook een belangrijke rol bij het moduleren van de immuunrespons tegen tumorcellen. Wanneer T-helper cellen door het HIV-virus zijn uitgeschakeld dan neemt de kans op het ontwikkelen van Kaposi sarcoom of andere vormen van kanker aanzienlijk toe.
- Er zijn ook zeldzame genetische ziektes die hetzelfde effect hebben op de T-helpercellen.